# ۲۰۲۴ در فرانسه
۲۰۲۴ در فرانسه (انگلیسی: 2024 in France)

## مسئولین
- رئیس‌جمهور فرانسه: امانوئل مکرون (رنسانس (حزب))
- نخست‌وزیر فرانسه:
  - الیزابت بورن (رنسانس (حزب)) (تا ۹ ژانویه)
  - گابریل اتل

## رویدادها
- سیل ۲۰۲۴ فرانسه

۹ ژانویه - گابریل اتل جوان‌ترین و اولین نخست‌وزیر آشکارا همجنس‌گرای فرانسه شد.
۱۸ ژانویه - ۲۰۲۴ اعتراضات کشاورزان فرانسوی علیه سیاست کشاورزی دولت فرانسه و اتحادیه اروپا برگزار شد.
۲۳ ژانویه - در اعتراضات کشاورزان فرانسوی در سال ۲۰۲۴، یک زن در حالی که شوهر و دخترش، همه اعضای FNSEA، مجروح شدند، پس از برخورد یک خودرو به سد جاده در پامیر، فرانسه، در اعتراضات کشاورزان فرانسوی در سال ۲۰۲۴، مجروح شدند. 
۲۶ ژانویه - نارندرا مودی، نخست وزیر هند و امانوئل ماکرون، رئیس جمهور فرانسه، روز جمهوری هند را با هم جشن گرفتند و مکرون مهمان اصلی رژه روز جمهوری در دهلی نو بود.
۲۸ ژانویه - معترضانی که از غذای پایدار حمایت می کنند سوپ را به سمت مونالیزا در موزه لوور پرتاب می کنند. این نقاشی با شیشه ضد گلوله محافظت می شود و آسیبی ندیده است.
۱۰ فوریه - الکتریسیته دو فرانس دو راکتور هسته ای را به دلیل آتش سوزی در نیروگاه هسته‌ای چاینون تعطیل کرد.
۲۱ فوریه - ورود میساک منوچیان و ملینه منوچیان به پانتئون.

## تعطیلات
Source:
- 1 January – New Year's Day
- ۲۹ مارس– آدینه نیک
- ۳۱ مارس– عید پاک
- 1 April – Easter Monday
- ۱ می– روز جهانی کارگر
- ۸ می– روز پیروزی در اروپا
- ۹ می– جشن عروج
- ۱۹ می– Whit Sunday
- ۲۰ می– Whit Monday
- 14 July – جشن‌های روز ملی فرانسه
- ۱۵ اوت – عروج مریم
- ۱ نوامبر – روز همه قدیسین
- 11 نوامبر – Armistice Day
- ۲۵ دسامبر – کریسمس
- 26 دسامبر – Saint Stephen's Day

Good Friday and St Stephen's Day are observed in آلزاس and موزل only